# Ландау, Мартин
Ма́ртин Джеймс Ланда́у (англ. Martin James Landau; 20 июня 1928 — 15 июля 2017) — американский актёр, преподаватель актёрского мастерства и карикатурист.

## Ранние годы
Ландау родился в Бруклине, Нью-Йорк, в еврейской семье. Его родителями были Сельма Бахман и машинист Моррис Ландау. Он окончил старшую школу Джеймса Мэдисона и институт Пратта. На протяжении пяти лет Ландау работал карикатуристом в газете Daily News и изначально планировал стать иллюстратором, однако в конечном итоге решил заняться актёрством.
В 1951 году Ландау дебютировал с ролью в постановке «Детективная история» театральной компании Мэна «Peaks Island Playhouse», вскоре после чего сыграл свою первую на офф-бродвейской сцене в пьесе «Первая любовь». В 1955 году он был принят в Актёрскую студию, где учился в одном классе со Стивом Маккуином, а также познакомился с Джеймсом Дином, ставшим его лучшим другом.

## Карьера
В 1957 году Ландау дебютировал на Бродвее с ролью в пьесе Пэдди Чаефски «Посреди ночи», после чего, два года спустя, дебютировал на большом экране с ролью в военном фильме «Высота Порк Чоп Хилл». В том же году он сыграл свою первую заметную роль в триллере Альфреда Хичкока «К северу через северо-запад», после чего также снимался в фильмах «Клеопатра» (1963) и «Величайшая из когда-либо рассказанных историй» (1965).

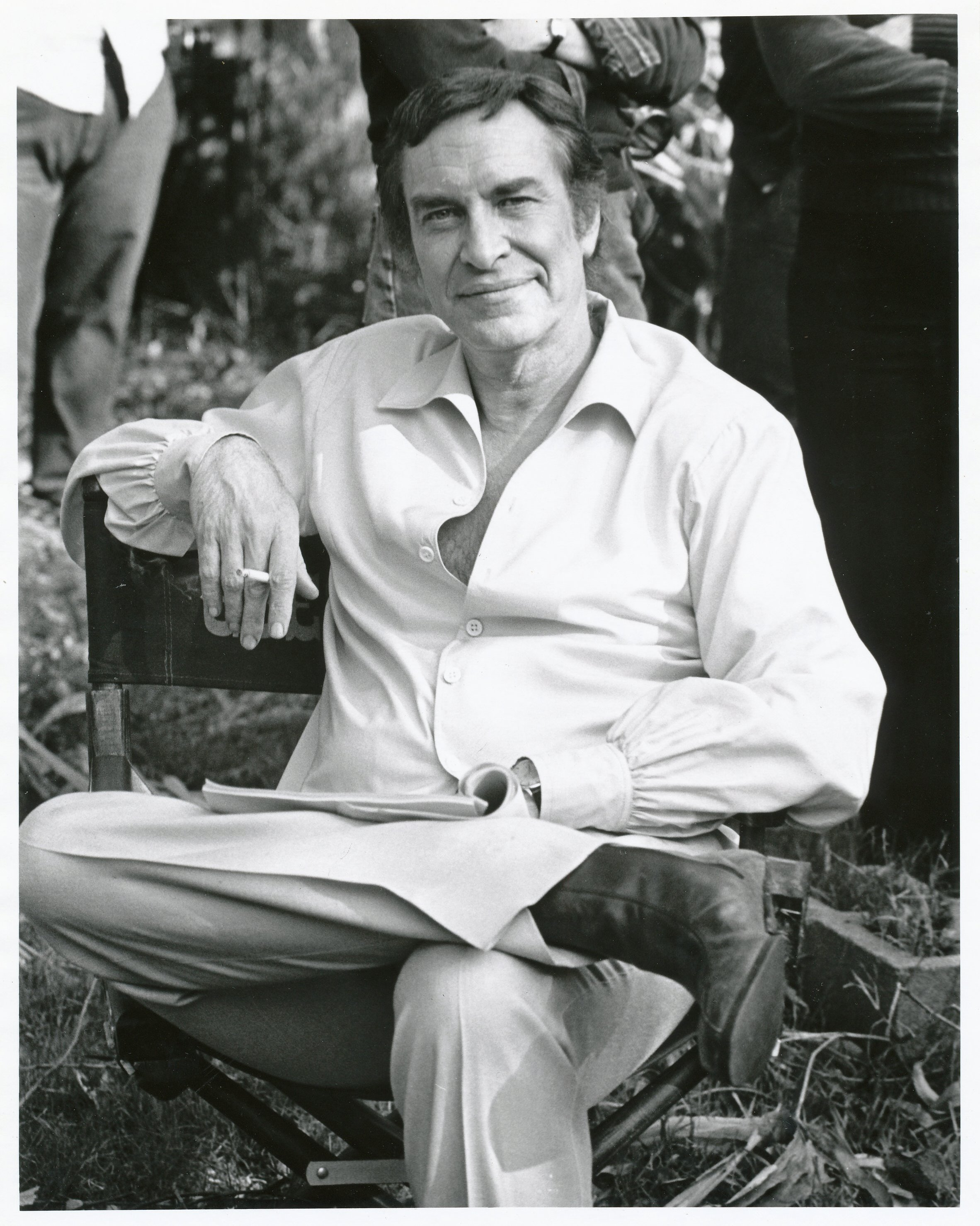
Ландау в сериале «Мэтт Хьюстон», 1983 год

В 1966 году Ландау получил роль в шпионском телесериале «Миссия невыполнима». Посчитав, что постоянная роль в шоу помешает его кинокарьере, он изначально отказался от участия, однако вскоре согласился, поставив условие, что будет указан в титрах как специальный приглашённый гость. Ко второму сезону он присоединился к постоянному актёрскому составу, однако, в отличие от распространённой практики заключения контракта на пять лет, он получил право подписывать контракты каждый год, в конечном итоге покинув сериал сериал в 1969 году, после третьего сезона. За свою роль на шоу он выиграл «Золотой глобус», а также получил три номинации на прайм-тайм премию «Эмми».
Покинув сериал «Миссия невыполнима», Ландау и его супруга, актриса Барбара Бейн, также снимавшая в шоу, переехали в Лондон, где с 1975 по 1977 год исполняли главные роли в научно-фантастическом сериале «Космос: 1999». После завершения сериала Ландау играл преимущественно второплановые роли в кино и на телевидении.
В 1980-х годах карьера Ландау испытала спад, но с выходом в 1988 году биографического фильма Фрэнсиса Форда Копполы «Такер: Человек и его мечта» вновь пошла в гору. Роль финанстита Эйба Караца принесла Ландау второй «Золотой глобус», ряд наград от кинокритиков, а также первую номинацию на «Оскар» в категории «Лучшая мужская роль второго плана». Год спустя Ландау получил вторую номинацию на премию «Оскар» как лучший актёр второго плана за роль в комедийной драме Вуди Аллена «Преступления и проступки».

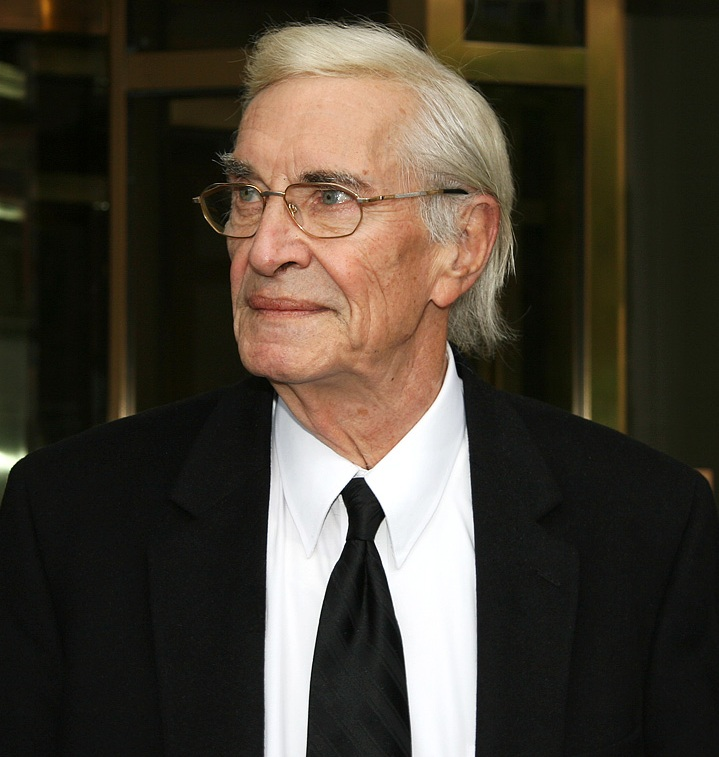
Ландау в 2008 году

В 1994 году Ландау исполнил роль актёра Белы Лугоши в байопике Тима Бёртона «Эд Вуд», принёсшей ему ряда наград, в том числе премии «Оскар», «Золотой глобус» и Гильдии киноактёров США, а также номинацию на BAFTA.
Выиграв «Оскар», Ландау продолжил работать как в кино, так и на телевидении. Он получил три номинации на премию «Эмми» за гостевые появления в сериалах «Без следа» и «Красавцы», а также имел заметные роли в фильмах «Мэрия» (1996), «Эд из телевизора» (1999), «Мажестик» (2001), «Франкенвини» (2012) и «Помнить» (2015).
Вдобавок к актёрской карьере, Ландау также работал преподавателем актёрского мастера в Актёрской студии, которую окончил годами ранее. В число его студентов входили Джек Николсон и Анжелика Хьюстон.

## Личная жизнь
С 1957 по 1993 год Ландау был женат на актрисе Барбаре Бейн, в браке с которой у него родилось две дочери — Сьюзан (род. 1960) и Джульет (род. 1965).

## Смерть
Ландау скончался 15 июля 2017 года в Лос-Анджелесе, Калифорния, в возрасте 89 лет. Официальной причиной смерти был назван гиповолемический шок, вызванный кровоизлиянием и сердечным заболеванием.

## Избранная фильмография
| Год       |    | Русское название                              | Оригинальное название           | Роль                               |
| --------- | -- | --------------------------------------------- | ------------------------------- | ---------------------------------- |
| 1958      | с  | Мэверик                                       | Maverick                        | Майк Мэннинг                       |
| 1959      | ф  | Высота Порк Чоп                               | Pork Chop Hill                  | лейтенант Маршалл                  |
| 1959      | ф  | К северу через северо-запад                   | North by Northwest              | Леонард                            |
| 1959—1964 | с  | Сумеречная зона                               | The Twilight Zone               | Дэн Хотэлинг / майор Иван Кученко  |
| 1961      | с  | Бонанза                                       | Bonanza                         | Эмилиано                           |
| 1963—1964 | с  | За гранью возможного                          | The Outer Limits                | Андро / Ричард Беллеро             |
| 1963      | ф  | Клеопатра                                     | Cleopatra                       | Руфио                              |
| 1965      | с  | Большая долина                                | The Big Valley                  | Мариано Монтойя                    |
| 1965      | ф  | Величайшая из когда-либо рассказанных историй | The Greatest Story Ever Told    | Каиафа                             |
| 1966      | ф  | Невада Смит                                   | Nevada Smith                    | Джесси Коу                         |
| 1966—1969 | с  | Миссия невыполнима                            | Mission: Impossible             | Роллин Хэнд                        |
| 1969      | с  | Напряги извилины                              | Get Smart                       | новое лицо Макса                   |
| 1973      | с  | Коломбо                                       | Columbo                         | Декстер Пэрис / Норман Пэрис       |
| 1975—1977 | с  | Космос: 1999                                  | Space: 1999                     | командир Джон Кёниг                |
| 1979      | ф  | Метеор                                        | Meteor                          | генерал-майор Эдлон                |
| 1980      | ф  | Предостережение                               | Without Warning                 | Фред «Сардж» Доббс                 |
| 1988      | ф  | Такер: Человек и его мечта                    | Tucker: The Man and His Dream   | Эйб Карац / голос Уолтера Уинчелла |
| 1989      | ф  | Преступления и проступки                      | Crimes and Misdemeanors         | Джуда Розенталь                    |
| 1990      | тф | На рассвете                                   | By Dawn's Early Light           | президент США                      |
| 1990      | тф | Макс и Елена                                  | Max and Helen                   | Симон Визенталь                    |
| 1992      | ф  | Любовница                                     | Mistress                        | Джек Рот                           |
| 1993      | ф  | Щепка                                         | Sliver                          | Алекс Парсонс                      |
| 1993      | ф  | Двенадцать ноль одна пополуночи               | 12:01                           | доктор Тедиус Моксли               |
| 1994      | ф  | На перепутье                                  | Intersection                    | Нил                                |
| 1994      | ф  | Эд Вуд                                        | Ed Wood                         | Бела Лугоши                        |
| 1995—1996 | мс | Человек-паук                                  | Spider-Man: The Animated Series | Скорпион / Мак Гарган              |
| 1995      | тф | Иосиф                                         | Joseph                          | Иаков                              |
| 1996      | ф  | Мэрия                                         | City Hall                       | судья Уолтер Стерн                 |
| 1998      | ф  | Секретные материалы: Борьба за будущее        | The X-Files                     | Элвин Курцвайль                    |
| 1998      | ф  | Шулера                                        | Rounders                        | Эйб Петровский                     |
| 1999      | ф  | Эд из телевизора                              | EDtv                            | Эл                                 |
| 1999      | ф  | Сонная лощина                                 | Sleepy Hollow                   | Питер ван Гарретт (нет в титрах)   |
| 2001      | ф  | Мажестик                                      | The Majestic                    | Гарри Тримбл                       |
| 2003      | ф  | Голливудские копы                             | Hollywood Homicide              | Джерри Дюран                       |
| 2006      | с  | Красавцы                                      | Entourage                       | Боб Райан                          |
| 2008      | ф  | Город Эмбер: Побег                            | City of Ember                   | Сал                                |
| 2009      | мф | 9                                             | 9                               | 2                                  |
| 2012      | мф | Франкенвини                                   | Frankenweenie                   | Ржикруски                          |
| 2015      | ф  | Красавцы                                      | Entourage                       | Боб Райан                          |
| 2016      | ф  | Помнить                                       | Remember                        | Макс                               |

## Награды и номинации
| Ассоциация                                 | Год  | Категория                                             | Работа                     | Результат |
| ------------------------------------------ | ---- | ----------------------------------------------------- | -------------------------- | --------- |
| «Оскар»                                    | 1989 | Лучшая мужская роль второго плана                     | Такер: Человек и его мечта | Номинация |
| «Оскар»                                    | 1990 | Лучшая мужская роль второго плана                     | Преступления и проступки   | Номинация |
| «Оскар»                                    | 1995 | Лучшая мужская роль второго плана                     | Эд Вуд                     | Победа    |
| «Золотой глобус»                           | 1968 | Лучшая мужская роль в телевизионном сериале           | Миссия невыполнима         | Победа    |
| «Золотой глобус»                           | 1989 | Лучшая мужская роль второго плана — кинофильм         | Такер: Человек и его мечта | Победа    |
| «Золотой глобус»                           | 1995 | Лучшая мужская роль второго плана — кинофильм         | Эд Вуд                     | Победа    |
| Прайм-тайм премия «Эмми»                   | 1967 | Лучшая мужская роль в драматическом телесериале       | Миссия невыполнима         | Номинация |
| Прайм-тайм премия «Эмми»                   | 1968 | Лучшая мужская роль в драматическом телесериале       | Миссия невыполнима         | Номинация |
| Прайм-тайм премия «Эмми»                   | 1969 | Лучшая мужская роль в драматическом телесериале       | Миссия невыполнима         | Номинация |
| Прайм-тайм премия «Эмми»                   | 2004 | Лучший приглашённый актёр в драматическом телесериале | Без следа                  | Номинация |
| Прайм-тайм премия «Эмми»                   | 2005 | Лучший приглашённый актёр в драматическом телесериале | Без следа                  | Номинация |
| Прайм-тайм премия «Эмми»                   | 2007 | Лучший приглашённый актёр в комедийном телесериале    | Красавцы                   | Номинация |
| BAFTA                                      | 1996 | Лучшая мужская роль второго плана                     | Эд Вуд                     | Номинация |
| Общество кинокритиков Бостона              | 1994 | Лучшая мужская роль второго плана                     | Эд Вуд                     | Номинация |
| Ассоциация кинокритиков Чикаго             | 1989 | Лучшая мужская роль второго плана                     | Такер: Человек и его мечта | Победа    |
| Ассоциация кинокритиков Чикаго             | 1990 | Лучшая мужская роль второго плана                     | Преступления и проступки   | Номинация |
| Ассоциация кинокритиков Чикаго             | 1995 | Лучшая мужская роль второго плана                     | Эд Вуд                     | Победа    |
| Ассоциация кинокритиков Далласа—Форт-Уэрта | 1995 | Лучшая мужская роль второго плана                     | Эд Вуд                     | Победа    |
| Круг кинокритиков Канзас-Сити              | 1988 | Лучшая мужская роль второго плана                     | Такер: Человек и его мечта | Победа    |
| Круг кинокритиков Канзас-Сити              | 1994 | Лучшая мужская роль второго плана                     | Эд Вуд                     | Победа    |
| Ассоциация кинокритиков Лос‑Анджелеса      | 1988 | Лучшая мужская роль второго плана                     | Такер: Человек и его мечта | Номинация |
| Ассоциация кинокритиков Лос‑Анджелеса      | 1989 | Лучшая мужская роль второго плана                     | Преступления и проступки   | Номинация |
| Ассоциация кинокритиков Лос‑Анджелеса      | 1994 | Лучшая мужская роль второго плана                     | Эд Вуд                     | Победа    |
| Национальное общество кинокритиков США     | 1995 | Лучшая мужская роль второго плана                     | Эд Вуд                     | Победа    |
| Круг кинокритиков Нью-Йорка                | 1988 | Лучшая мужская роль второго плана                     | Такер: Человек и его мечта | Номинация |
| Круг кинокритиков Нью-Йорка                | 1994 | Лучшая мужская роль второго плана                     | Эд Вуд                     | Победа    |
| «Сатурн»                                   | 1995 | Лучший киноактёр                                      | Эд Вуд                     | Победа    |
| Премия Гильдии киноактёров США             | 1995 | Лучшая мужская роль второго плана                     | Эд Вуд                     | Победа    |
| Общество кинокритиков Техаса               | 1994 | Лучшая мужская роль второго плана                     | Эд Вуд                     | Победа    |
| Ассоциация кинокритиков юго-востока США    | 1995 | Лучшая мужская роль второго плана                     | Эд Вуд                     | Победа    |